# Dietrich Becker (Maler)

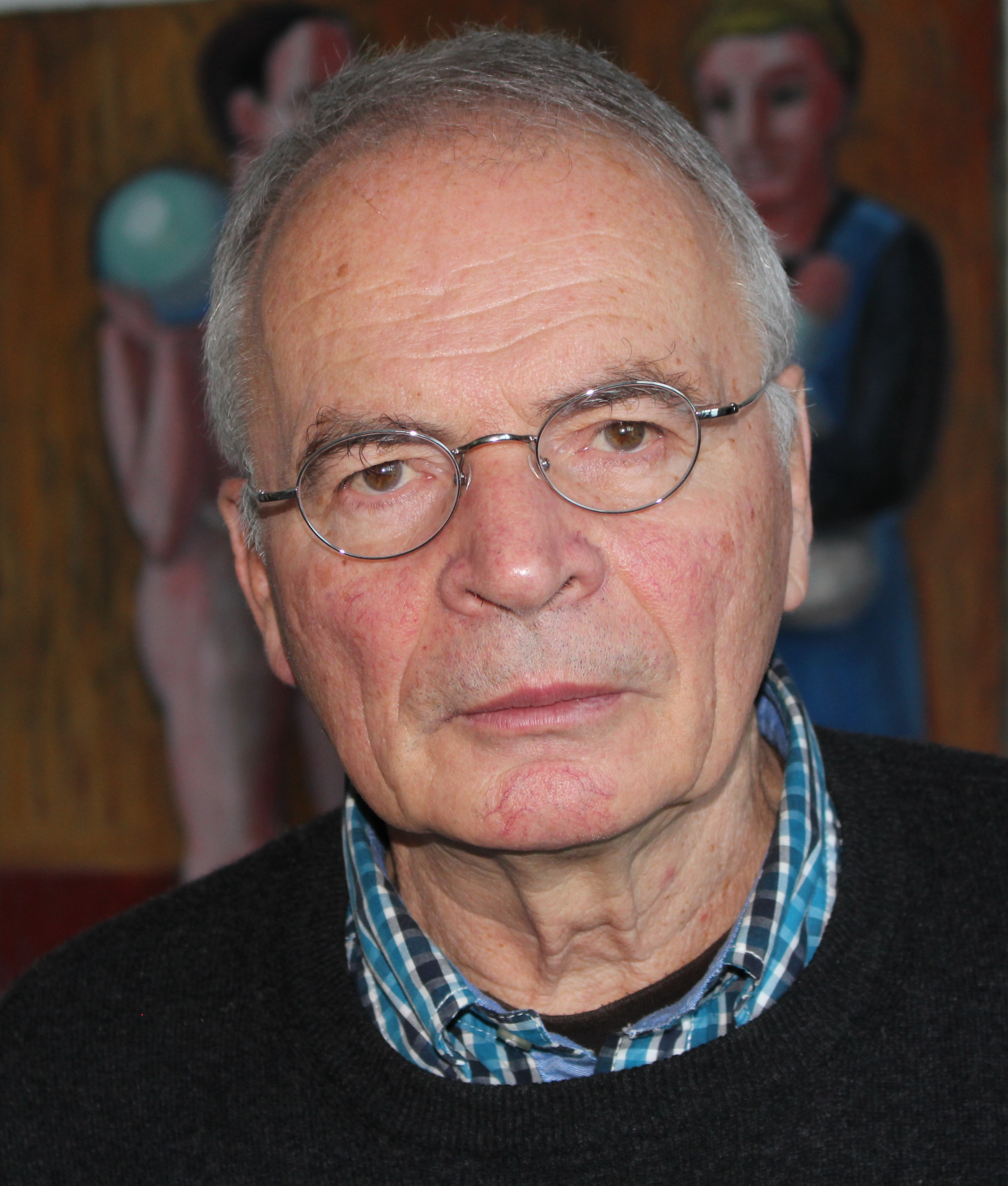
Dietrich Becker (2015)

Dietrich Becker (* 16. Dezember 1940 in Cammin i. Pom.) ist ein deutscher Maler.

## Leben
Becker legte 1959 in Wolgast das Abitur ab und begann in der Oberschulzeit mit ersten Mal- und Zeichenversuchen. An der Universität Rostock absolvierte er ein Landwirtschaftsstudium, das er 1965 mit dem Diplom abschloss. Während des Studiums besuchte er den Mal- und Zeichenzirkel der Universität unter der Leitung von Karl-Heinz Kuhn. In den frühen Jahren seiner künstlerischen Tätigkeit fand er Anregungen, Begleitung und Zuspruch durch Otto Niemeyer-Holstein und Kate Diehn-Bitt, zwei bedeutende Vertreter norddeutscher Malerei. Zu beiden bestand ein freundschaftliches Verhältnis bis zu deren Tod. Verbindungen zu den Rostocker Malern Johannes Müller, Mechthild und Lothar Mannewitz, Jürgen Weber, Bernhard Koban wie auch zu dem Bildhauer Jo Jastram beeinflussten seine künstlerische Entwicklung. Gleichzeitig pflegte er intensive Kontakte und regen Gedankenaustausch zu Malerkollegen auf Usedom, in Berlin und Dresden. Besuche von großen Galerien und Museen sowie Studienreisen im In- und Ausland erweiterten seinen Blick auf die bildende Kunst. Schon 1964, noch während des Studiums, wurde er Kandidat im Verband Bildender Künstler. Von 1969 bis 1990 war Becker Mitglied des Verbands Bildender Künstler der DDR. 1990 trat er dem Künstlerbund Mecklenburg und Vorpommern bei. Dietrich Becker ist seit 1966 freischaffender Maler und Grafiker, zuerst in einem alten Fischerhaus am Bauerberg bei Wehrland/Kreis Wolgast, danach in Kühlungsborn und jetzt in seinem Wohn- und Atelierhaus in Bastorf bei Kühlungsborn.

## Werk
Aus der Natur, dem unmittelbaren Lebensumfeld und seinen heimatlichen Bindungen bezieht er Anregungen für seine realistischen Werke. Küstenlandschaften, Häfen, Promenaden- und Strandszenen, Kleinstadtgassen mit Figuren, Szenen mit dörflichem und bäuerlichem Charakter, Städtebilder, Stillleben, Interieurs, Akte, Porträts, Selbstbildnisse, figürliche Kompositionen und Reiseeindrücke sind Themen seiner Ölbilder, Gouachen, Aquarelle, Zeichnungen und Farbstiftzeichnungen.

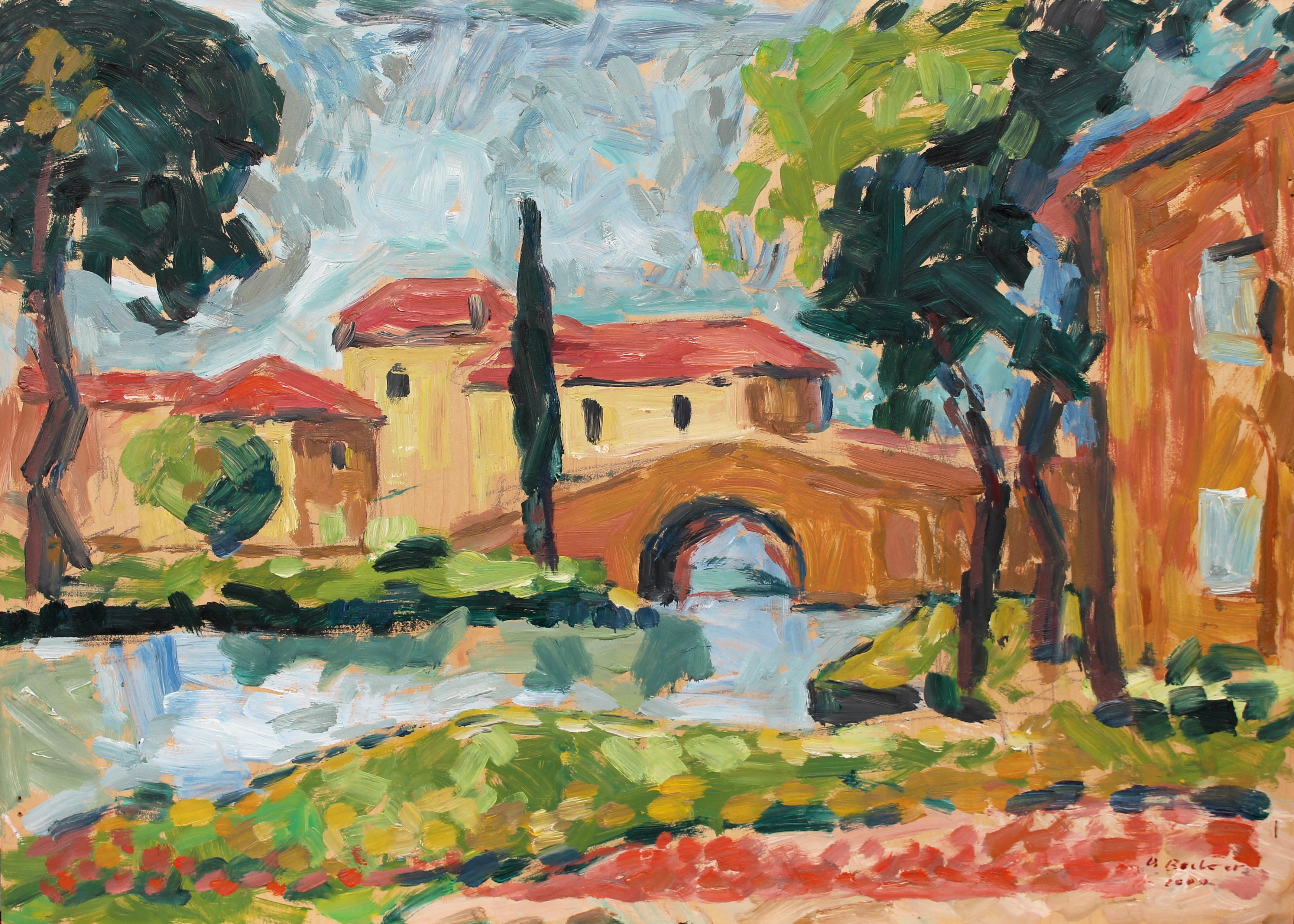
Dorf mit Brücke - Canal du Midi, 1999/2000, Öl/HF besch., 43 × 61 cm

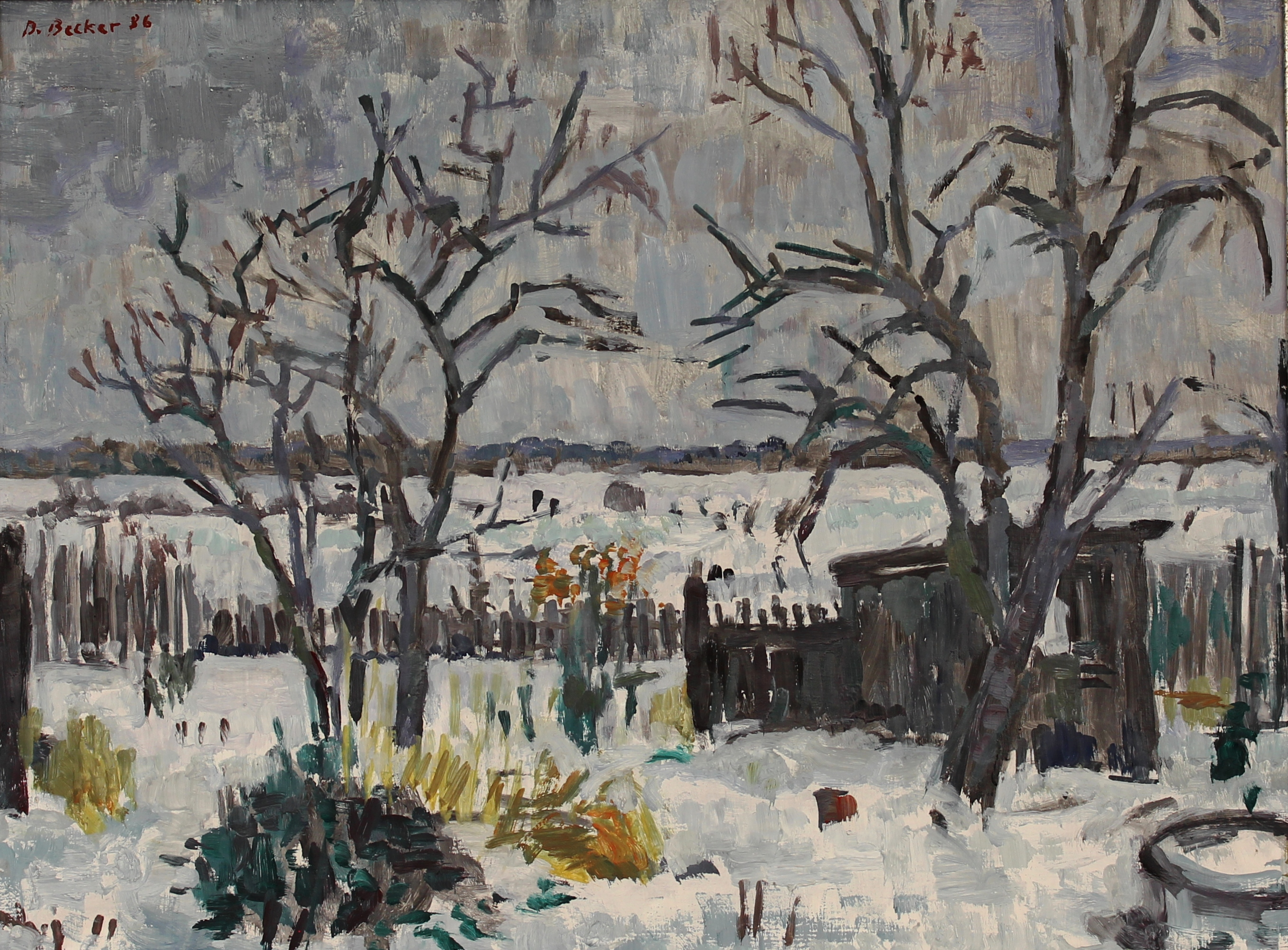
Garten im Winter, 1986, Öl/HF, 29 × 38 cm

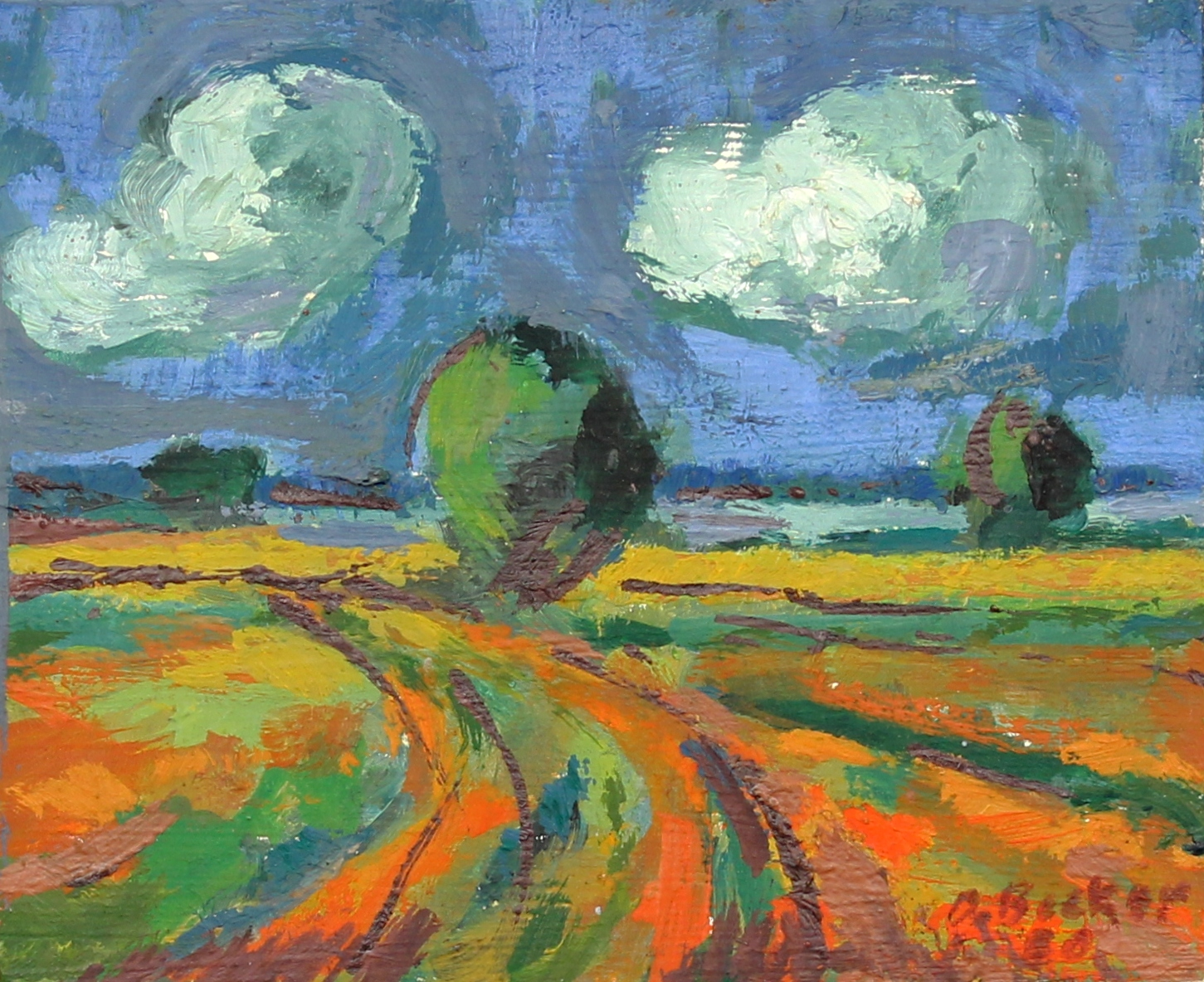
Deich am Achterwasser, 1978/80, Öl/HF, 10,5 × 13 cm

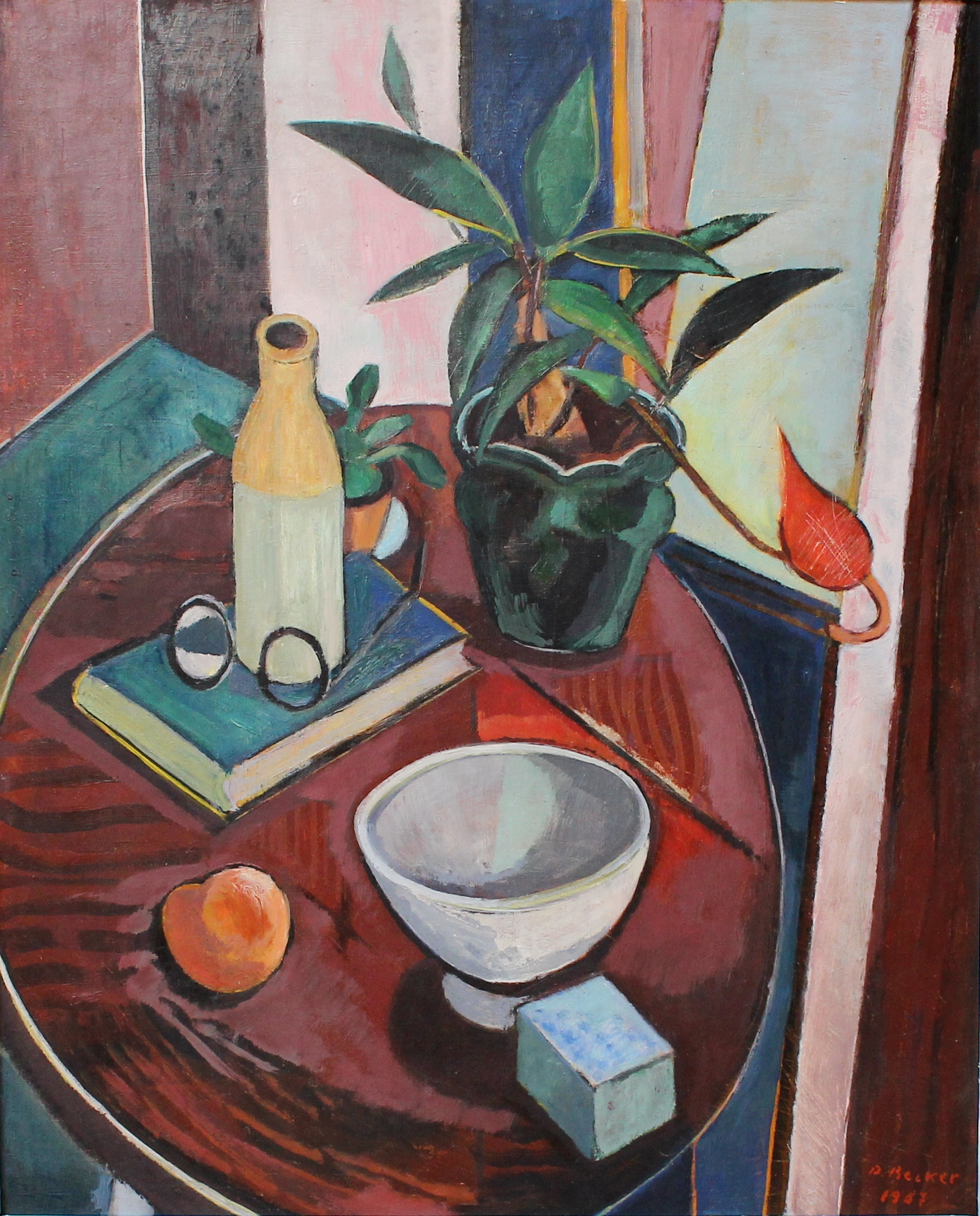
Stilleben mit Anthurie, 1987, Öl/HF, 74,5 × 61 cm

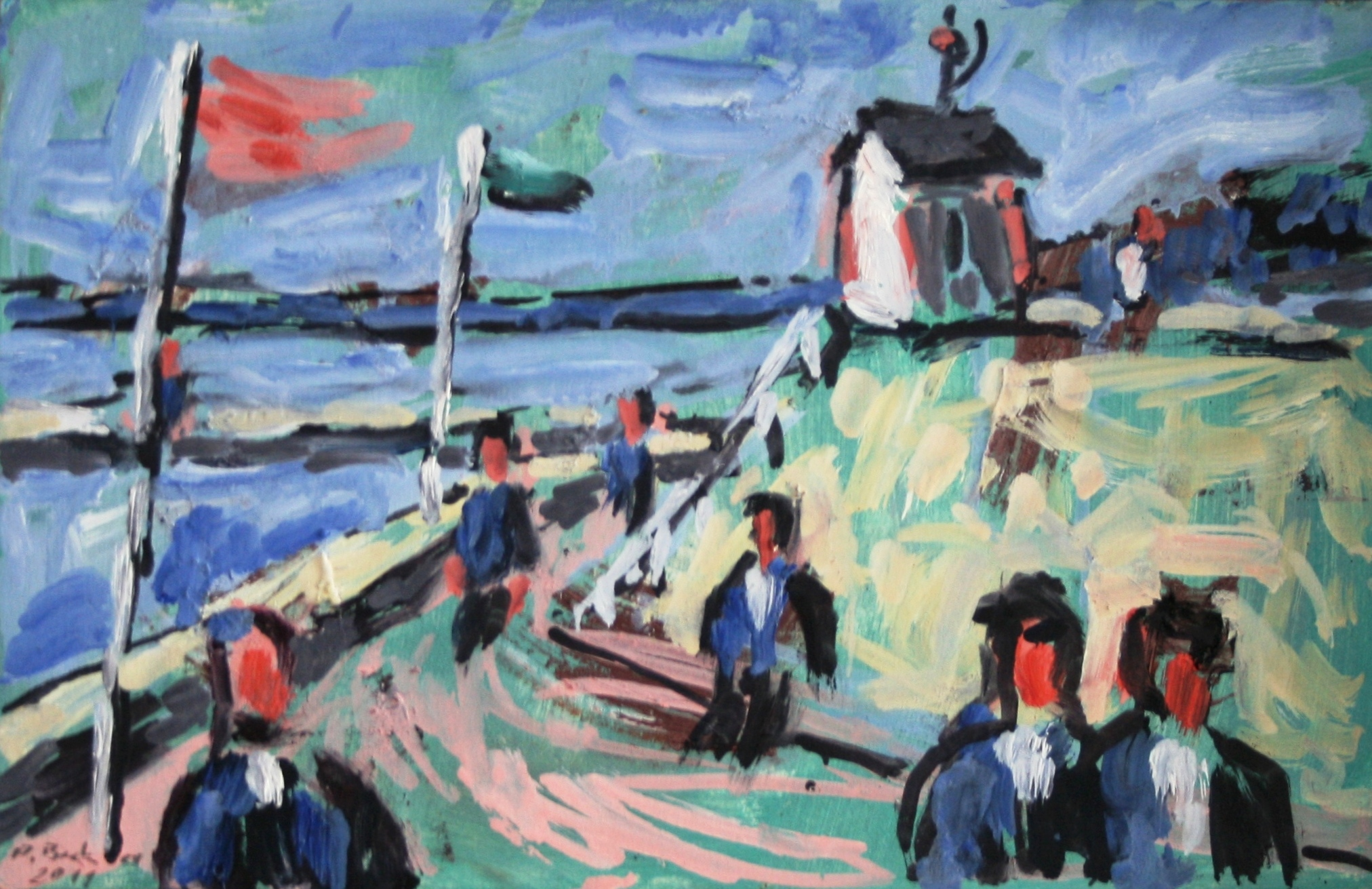
Strandpromenade Kühlungsborn, 2001, Öl/HF, 15 × 23,2 cm

## Ausstellungen (unvollständig)

### Einzelausstellungen
- 1973 Greifswald, Kulturbund der DDR
- 1976 Rostock, Heinrich-Mann-Club
- 1979 Berlin, Galerie Mitte
- 1981 Potsdam, Kleine Galerie im Keller
- 1982 Jena, Galerie im Stadthaus
- 1982: Luckenwalde, Galerie im Zentrum
- 1983 Rostock, Atelier der Kunsthalle
- 1984 Kühlungsborn, Galerie unter den Kolonnaden
- 1988 Rostock, Galerie am Boulevard
- 1990 Potsdam, Galerie im Staudenhof (mit Anne Sewcz, Sonja Rolfs, Jürgen Weber, Johannes Müller)
- 1996 Bad Doberan, Galerie Roter Pavillon
- 1998 Schwerin, Sparkasse - Menden, Sparkasse
- 1998 Barnstorf/Fischland-Darß, Kunstscheune (mit Michael Mohns)
- 2000/01 Stralsund, Kulturhistorisches Museum
- 2005 Rostock, Kunstverein Mönchentor
- 2006 Rostock, Kunsthalle - Ahrenshoop, Kunstkaten
- 2007 Heringsdorf, Kunstpavillon
- 2009 Parchim, Galerie ebe art (mit Frank Göckeritz, Skulpturen)
- 2011 Wolgast, Museum Kaffeemühle
- 2011 Wismar, Galerie Hinter dem Rathaus (mit Christian Wetzel, Bildhauer)
- 2013 Wittenhagen, Kunsthalle REALISSIMA IX (mit Gudrun Arnold, Jutta Bressem, Lars Lehmann, Henning Spitzer)
- 2014 Lüttenort, Museum Atelier Otto Niemeyer-Holstein (mit Sabine Curio, Otto Niemeyer-Holstein)
- 2014 Diepholz, Altes Rathaus
- 2015 Kühlungsborn, Kunsthalle

### Ausstellungsbeteiligungen
- von 1966 bis 1984: Rostock, sechs Bezirkskunstausstellungen

- 1969 Greifswald, Museum der Stadt Greifswald (Junge Künstler des Bezirkes Rostock)
- 1971 Helsinki, Stockholm (Rostocker Künstler)

- 1974: Frankfurt/Oder, Galerie Junge Kunst („Junge Künstler der DDR“)

- 1976: Berlin, Ausstellungszentrum am Fernsehturm („Junge Künstler der DDR“)

- 1979 Livorno/Italien (Rostocker Künstler)
- 1981 Rostock, Kunsthalle (Zeichnungen Berliner und Rostocker Künstler)
- 1985 Riga, Kunstakademie (Zehn Rostocker Künstler)
- 1987 Schwerin, Staatliches Museum (Handzeichnungen und Druckgrafiken Rostocker Künstler)
- 1990 Paris, Kulturzentrum der DDR (Rostock - Land am Meer)
- 2015 Bützow, Kunsthaus, Unterwegs, KünstlerInnen auf Reisen

### Museen und öffentliche Sammlungen mit Werken Beckers (unvollständig)
- Ahrenshoop: Kunstmuseum Ahrenshoop
- Koserow: Museum Atelier Otto Niemeyer-Holstein

- Rostock: Kunsthalle Rostock
- Schwerin: Staatliches Museum Schwerin